# ISO 3166-2:UZ
ISO 3166-2:UZ es la entrada para Uzbekistán en ISO 3166-2, parte de los códigos de normalización ISO 3166 publicados por la Organización Internacional de Normalización (ISO), que define los códigos para los nombres de las principales subdivisiones (p.ej., provincias o estados) de todos los países codificados en ISO 3166-1.
En la actualidad, para Uzbekistán los códigos ISO 3166-2 se definen para 1 ciudad, 12 regiones y 1 república. la ciudad de Taskent es la capital del país y tiene un estatus especial, equiparable al de las regiones.
Cada código consta de dos partes, separadas por un guion. La primera parte es UZ, el código ISO 3166-1 alfa-2 para Uzbekistán. La segunda parte la forman dos letras que definen la región.

## Códigos actuales
Los nombres de las subdivisiones se ordenan según el estándar ISO 3166-2 publicado por la Agencia de Mantenimiento ISO 3166 (ISO 3166/MA).
Pulsa sobre el botón en la cabecera para ordenar cada columna.
| Código | Nombre de la subdivisión | Categoría de la subdivisión |
| ------ | ------------------------ | --------------------------- |
| UZ-AN  | Andillán                 | Región                      |
| UZ-BU  | Bujará                   | Región                      |
| UZ-FA  | Fergana                  | Región                      |
| UZ-JI  | Djizaks                  | Región                      |
| UZ-NG  | Namangán                 | Región                      |
| UZ-NW  | Navoi                    | Región                      |
| UZ-QA  | Kashkadar                | Región                      |
| UZ-QR  | Karakalpakia             | República                   |
| UZ-SA  | Samarcanda               | Región                      |
| UZ-SI  | Sirdarín                 | Región                      |
| UZ-SU  | Surjandarín              | Región                      |
| UZ-TK  | Taskent                  | Ciudad                      |
| UZ-TO  | Taskent                  | Región                      |
| UZ-XO  | Corasmia                 | Región                      |

## Cambios
Los siguientes cambios de entradas han sido anunciados en los boletines de noticias emitidos por el ISO 3166/MA desde la primera publicación del ISO 3166-2 en 1998, cesando esta actividad informativa en 2013.
| Informe     | Fecha de emisión | Descripción del cambio reportado | Cambio de código o subdivisión                  |
| ----------- | ---------------- | --- | ----------------------------------------------- |
| Boletín I-2 | 21/5/2002        | Correcciones ortográficas de acuerdo con el alfabeto romano adoptado en ese momento                                                 | Códigos: UZ-KH Khorazm → UZ-XO Xorazm           |
| Boletín I-4 | 10/12/2002       | Introducción de tres categorías de subdivisión. Se añade una ciudad. Reordenación en la cabecera de las categorías de subdivisiones | Subdivisiones añadidas: UZ-TK Toshkent (ciudad) |

## Además
- ISO 3166-2
- ISO 3166-1
- Organización territorial de Uzbekistán